# Strichkeramik-Kultur

Baltische Kulturen der Eisenzeit.
Strichkeramik-Kultur
Milograd-Kultur
Dnjepr-Dwina-Kultur
Memelland-Kultur (Kuren)
Dollkeim-Kultur (Samland-Natangen)
Olsztyn-Kultur (Galinden)
Sudauer Kultur (Jatwinger)

Die ostbaltische Strichkeramik-Kultur (englisch Brushed pottery culture, russisch Культу́ра штрихо́ванной кера́мики) ist eine archäologische Kultur der Eisenzeit vom 7. Jahrhundert v. Chr. bis zum 5. Jahrhundert n. Chr. im Gebiet des heutigen Litauen, Lettland und Belarus.

## Verbreitungsgebiet
Die Kultur erstreckte sich über das heutige östliche Litauen, das südöstliche Lettland und das nordwestliche und zentrale Belarus.
In diesem Gebiet sind seit dem 11. Jahrhundert die baltischen Stämme der Litauer, Semgallen, Selonen und Lettgallen bezeugt.
Eng verwandt war sie mit der östlich benachbarten Dnjepr-Dwina-Kultur.

## Materielle Kultur
Die Strichkeramik-Kultur unterteilt sich in zwei Phasen:

In der ersten Phase (7. Jahrhundert v. Chr. bis 1. Jahrhundert n. Chr.) sind Stein und Knochen die verbreiteten Materialien, Metalle wie Bronze sind selten (Schmuck). Viehzucht, Jagd und Fischfang sind üblich, Ackerbau in eingeschränktem Maße. Auch der Bernsteinhandel spielt wahrscheinlich eine bedeutende Rolle.
In der zweiten Phase (4. bis 5. Jahrhundert) setzt ein rasanter Entwicklungsschub der Eisen- und Metallverarbeitung ein. Einflüsse der römischen Kultur durch Handelskontakte werden diskutiert.
Ackerbau ("Hacken und Brennen"/"Brandbau") (Weizen, Roggen, Bohnen, Erbsen) und Viehzucht (Schweine, Rinder, Schafe, Pferde, Kleinvieh) sind die hauptsächlichen Ernährungsgrundlagen, ergänzt durch Jagd und Fischfang. Webkunst und Metallverarbeitung sind entwickelt.
Außerdem findet eine Ausbreitung nach Südosten statt, dort sind Einflüsse durch die Sarubinzy-Kultur nachzuweisen.

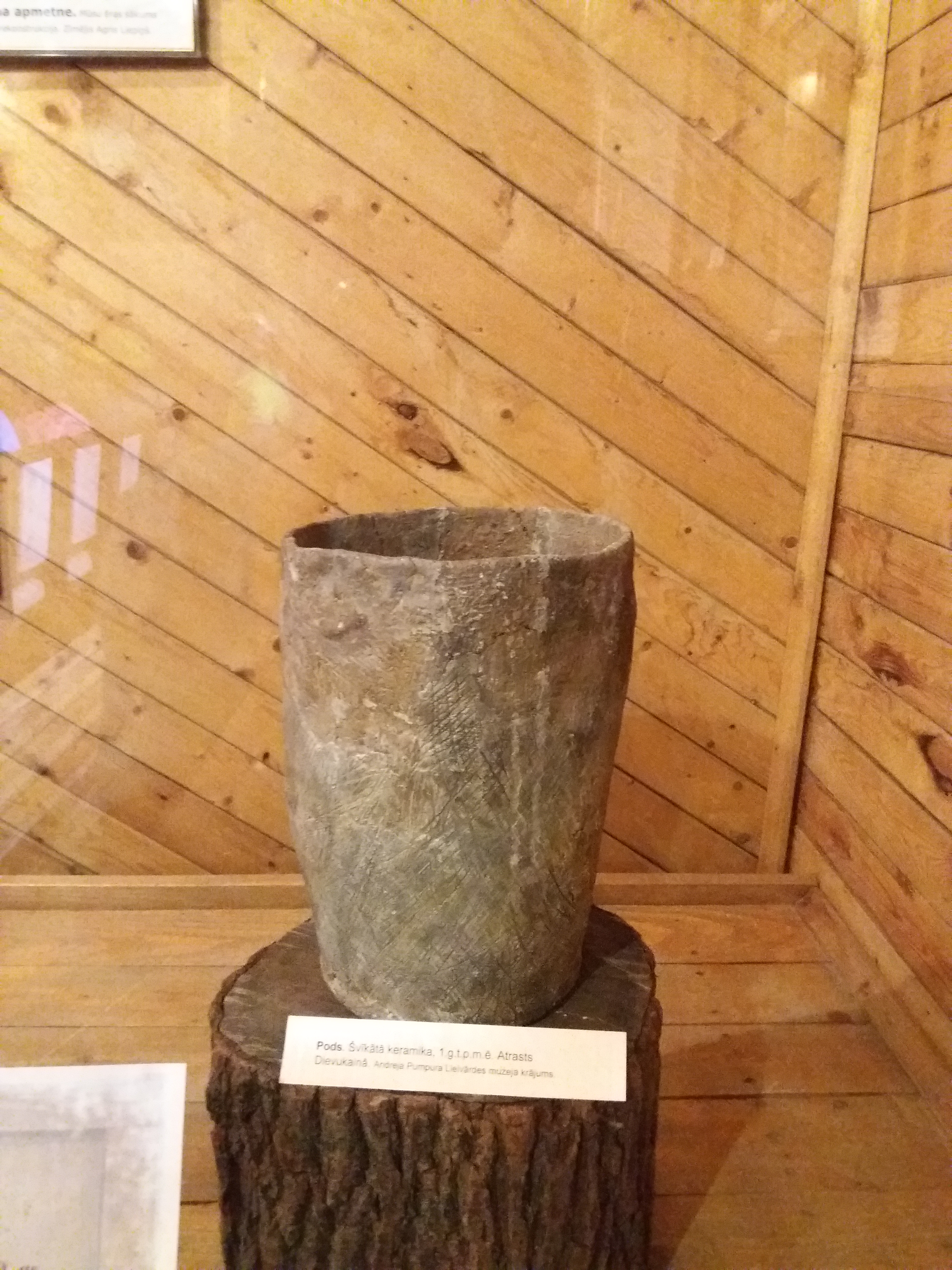
Pott, 1. Jahrhundert v. Chr. Gefunden in Dievukalns, Lielvārde, Lettland.

Die Keramik ist schlicht und nur im Oberteil strichverziert, daher die Bezeichnung Strichkeramik-Kultur. Diese Form war im 1. Jahrtausend v. Chr. von Kurland bis zur Beresina (Dnjepr-Dwina-Kultur) in Variationen verbreitet.

## Siedlungen
Anfangs waren die Siedlungen unbefestigt und hatten eine Fläche von 0,1 bis 0,5 ha. In späterer Zeit wurden die Siedlungen im Umfang größer und komplexer und durch Holz-Erde-Wälle umzäunt.
Die Häuser waren aus Holzpfostenkonstruktionen errichtet und im Inneren in drei Teile geteilt.
In der zweiten Phase gab es im Südosten auch in die Erde eingetiefte Häuser, wahrscheinlich unter Einfluss der Sarubinzy-Kultur.

## Bestattungskultur
Leichenbrand wird in Gräberfeldern mit oder ohne Urnen bestattet.
Begräbnisplätze der Strichkeramik-Kultur sind so gut wie unbekannt.

## Religion und Kultus
Es wurden die Kräfte der Natur verehrt, besonders Sonne und Feuer. Anscheinend gab es einen verbreiteten Bärenkult.

## Ende der Strichkeramik-Kultur
Im 2. Viertel des 5. Jahrhunderts werden zahlreiche Siedlungen durch Brand zerstört. Besondere Formen von Speerspitzen weisen auf Hunnen. Aus der Zeit danach gibt es keine datierbaren Zeugnisse der Strichkeramikkultur mehr.
Es folgen die Ostlitauische Hügelgräberkultur und im Südosten die Tuschemlja-Kultur.